# Wang Meng (Schriftsteller)

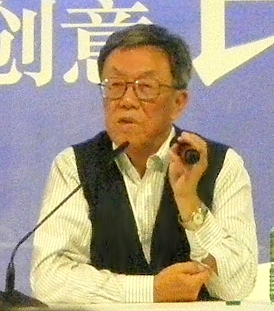
Wang Meng
Frankfurter Buchmesse 2009

Wang Meng (chinesisch 王蒙, Pinyin Wáng Méng, * 1934 in Peking) ist ein chinesischer Schriftsteller.

## Leben
Als Sohn eines Professors der Philosophie wuchs er unter Herrschaft der japanischen Besatzungsmacht heran. An der Mittelschule, kaum dreizehn, begann sein politisches Engagement mit seinem Beitritt zur Neudemokratischen Jugendliga, einer Vorläuferorganisation der Kommunistischen Jugendliga. Nachdem Peking 1948 von den Truppen der Roten Armee besetzt wurde, stieg er als Sekretär für den Stadtteil der Jugendorganisation in ein erstes Amt auf.
Mit 19 Jahren begann seine erste schriftstellerische Schaffensphase, sein Debütwerk, ein Roman mit dem Titel Lang lebe die Jugend, handelt vom Studentenleben, wurde aber erst 1979 veröffentlicht. Publik wurden Erzählungen von ihm erstmals 1955 mit Xiao Dour, daran anschließend im gleichen Jahr Frühlingsfest und Der Neuling in der Organisationsabteilung, in denen er sich kritisch mit den Mängeln des Organisationsapparates auseinandersetzt. Es gelang ihm zwar, sich mit den Veröffentlichungen einen Namen zu machen, allerdings sollten sie kurz darauf Anlass zu Kritik von offizieller Seite geben, als die Hundert-Blumen-Bewegung (1956) eine Wendung nahm und in die Anti-Rechts-Kampagne (1957) mündete. So verschwand er mit 24 Jahren, als Rechtsabweichler diskreditiert, in einem Arbeitslager unweit von Peking.
1961 wurde er für kurze Zeit bis zu einem gewissen Grade rehabilitiert und mit einer Lehrtätigkeit an der Pädagogischen Hochschule von Peking betraut, allerdings blieb das Verbot einer schriftstellerischen Tätigkeit bestehen, und ein Jahr darauf kam es erneut zu einer Verbannung nach Ili im Autonomen Gebiet der Kasachen in Xinjiang an der Grenze zur Sowjetunion.
Dort sollte er die nächsten 16 Jahre verbringen, er blieb aber nicht untätig, sondern lernte die Uigurische Sprache, um schließlich Erzählungen zu übersetzen. Eigene Werke verfasste er in dieser Zeit nur zwei.
Nach der Kulturrevolution kam es in China zu einer Öffnung, und auf dem Dritten Plenum des 11. ZK im Dezember 1978 wurde eine neue politische und ökonomische Politik eingeschlagen. In dieser Zeit wandelte sich rasch der Zeitgeist und das Wertebewusstsein.
Als Folge der Beschlüsse des Plenums wurde Wang Meng rehabilitiert. Er kehrte nach Peking zurück und gab sich wieder voll seinem literarischen Schaffen hin. Möglicherweise angeregt durch einen Schriftstellerkongress im September 1979, in dem die neue Linie der Literatur bestimmt werden sollte, schrieb er die Kurzgeschichte Das Auge der Nacht (1979), in der er die Privilegiensucht rehabilitierter Kader kritisiert.
Neben der Kritik der gesellschaftlichen Umstände in dieser Kurzgeschichte gibt Wang Meng zu, sich bei der Formgestaltung von Techniken des modernen europäischen Romans inspiriert haben zu lassen, nämlich dem Stream of Consciousness.
Er wird diesbezüglich verschiedentlich als Pionier angesehen; er sei der erste und bekannteste chinesischer Schriftsteller, der nach der Kulturrevolution mit westlichen Einflüssen zu experimentieren begonnen habe. Im China der 80er Jahre leiteten Wang Mengs Experimente einen Trend ein und damit verbunden die Debatte über Modernismus in der chinesischen Literatur.
Nach einem ersten Auslandsaufenthalt 1980 wurde Wang Meng ein Jahr später Mitglied im Rat des Chinesischen Schriftstellerverbandes, wiederum ein Jahr später Vizepräsident des Chinesischen PEN-Zentrums und zudem Mitglied des Zentralkomitees der Kommunistischen Partei Chinas. Seit 1983 besetzt er den Posten des Chefredakteurs der Zeitschrift Volksliteratur. 1985 war Wang Meng Gast des West-Berliner Horizontefestivals (Horizonte Festival der Weltkulturen: Nr. 3, 1985). In seiner Delegation reisten auch der Dichter Bei Dao, der spätere Nobelpreisträger Gao Xingjian wie auch die Schriftstellerin Zhang Jie nach Berlin.
Als Kulturminister (1986 bis 1989) machte er sich einen Ruf als liberaler Förderer der Kunst und Literatur. Als einziger Minister weigerte er sich nach den Juniereignissen 1989, die Demokratiebewegung der Studierenden als Konterrevolution zu verurteilen und wurde kurz darauf durch einen Hardliner ersetzt. In einer anschließenden Kampagne, die unter dem Deckmantel der Literaturkritik ausgetragen wurde, wollte ihn dieser Nachfolger weiter beschädigen. Wang Meng ging jedoch erfolgreich gerichtlich dagegen vor.
Wang Meng war nach 1990 für einige Monate Gast der Heinrich-Böll-Stiftung im Heinrich-Böll-Haus in Langenbroich. 2015 wurde er  mit dem Mao-Dun-Literaturpreis ausgezeichnet.

## Schriften

### Erzählungen
- Xiao Dour. 1955
- Frühlingsfest. 1956
- Der Neuling in der Organisationsabteilung. 1956
- Nächtlicher Regen. 1962
- Augen. 1962
- Das Wertvollste. 1978
- Das Auge der Nacht. 1979
- Das dankbare Herz. 1979
- Schmetterling. 1980
- Stimmen des Frühlings. 1980
- Die Drachenschnur. 1980
- Andante Cantabile. 1981

### Romane
- 青春万岁,  Qīngchūn wànsuì – „Es lebe die Jugend“, teilweise Veröffentlichung 1956, als Buch nach der Rehabilitierung 1979
- Rare Gabe Torheit (Original 活动变人形,  Huódòng biàn rénxíng, 1987). Aus dem Chinesischen von Ulrich Kautz. Waldgut Verlag. Frauenfeld 1994. ISBN 3-7294-0096-7.[1]